# Sporting de Portugal (hockey sobre patines)
El Sporting Clube de Portugal (también conocido como Sporting CP o Sporting de Portugal) es el equipo de hockey sobre patines del Sporting de Portugal, de la ciudad portuguesa de Lisboa, que actualmente milita en la 1ª división del Campeonato de Portugal de hockey sobre patines, de la que proclamó campeón por última vez en la temporada 2017-2018.
A nivel nacional ha sido campeón de liga 8 veces, 4 de la copa y 2 de la Supercopa de Portugal. Asimismo ganó 3 veces la segunda división y 2 veces la tercera división de Portugal.
Sus éxitos deportivos más sobresalientes a nivel internacional han sido la consecución de la Copa de Europa de 1976–77 (vs. Vilanova) y las Ligas Europeas de 2018–19 (vs. FC Porto) y 2020-21 (vs. FC Porto), las tres Recopas de 1980–81 (vs. Cibeles), 1984–85 (vs. Walsum) y 1990–91 (vs. Novara), y las 2 copas de la Cers de 1983–84 (vs. Novara) y 2014–15 (vs. Reus).
En el año 2019 inicia la rama femenina de la sección de hockey patines.

## Palmarés
Campeonatos nacionales
- 9 Ligas de Portugal: 1938–39, 1974–75, 1975–76, 1976–77, 1977–78, 1981–82, 1987–88, 2017–18, 2020-21
- 4 Copas de Portugal: 1975–76, 1976–77, 1983–84, 1989–90
- 2  Supercopas de Portugal: 1983, 2020
- 3 Ligas de Portugal (2ª división): 1969–70, 2003–04, 2011–12
- 2 Ligas de Portugal (3ª división): 1999–00, 2010–11

Campeonatos internacionales
- 3 Copa de Europa/Liga Europea: 1976–77, 2018-19, 2020-21
- 3 Recopas de Europa: 1980–81, 1984–85, 1990–91
- 2 Copas de la CERS: 1983–84, 2014–15
- 2 Supercopas de Europa: 2019, 2021

## Plantilla 2019-2020
Actualizada el 13 de marzo de 2020 
Nota: Las banderas indican la selección nacional con la que los jugadores pueden ser convocados. En algunos casos podría no coincidir con su nacionalidad real.
| Nº |                      | Posición | Jugador                |
| -- | -------------------- | -------- | ---------------------- |
| 4  | Bandera de España    | DF       | Ferran Font            |
| 5  | Bandera de Portugal  | DF       | Telmo Pinto            |
| 8  | Bandera de Portugal  | DF       | Caio Oliveira          |
| 9  | Bandera de España    | DL       | Pedro Gil              |
| 14 | Bandera de Italia    | DL       | Alessandro Verona      |
| 17 | Bandera de Argentina | DF       | Matías Platero         |
| 27 | Bandera de España    | DL       | Raul Marín             |
| 44 | Bandera de Portugal  | DL       | João Souto             |
| 57 | Bandera de España    | DL       | Toni Pérez             |
| 61 | Bandera de Portugal  | P        | Ângelo Girão (capitán) |
| 91 | Bandera de Portugal  | P        | José Diogo             |
| 99 | Bandera de Argentina | DL       | Gonzalo Romero         |

Entrenador:  Paulo Freitas